# Vladimir Mitrofanovich Orlov
Vladimir Mitrofanovich Orlov (tiếng Nga: Владимир Митрофанович Орлов; 15 tháng 7 năm 1895 – 28 tháng 7 năm 1938) là một chỉ huy quân sự người Nga và là Tổng tư lệnh Lực lượng Hải quân Liên Xô từ tháng 7 năm 1931 đến tháng 7 năm 1937.

## Cuộc đời và sự nghiệp
Orlov sinh ra ở Kherson và ban đầu học tại khoa Luật của Đại học St Petersburg (mặc dù ông chưa hoàn thành chương trình học của mình). Ông gia nhập Hạm đội Baltic vào năm 1916 và giữ chức vụ sĩ quan hoa tiêu trên tàu tuần dương Bogatyr. Năm 1918, ông gia nhập Đảng Cộng sản Nga (b) và vào khoảng năm 1919-1920, ông là một cán bộ chính trị của Hạm đội Baltic và tham gia chiến đấu chống lại lực lượng của tướng Bạch vệ Nikolai Yudenich để bảo vệ Petrograd.
Trong những năm 1920, ông là Ủy viên Vận tải Đường thủy và năm 1923, ông trở thành Chính ủy của các học viện Hải quân. Từ năm 1926 đến năm 1930, ông chỉ huy Hạm đội Biển Đen . Năm 1931, ông được bổ nhiệm làm Tư lệnh Hải quân Liên Xô và năm 1937 ông được bổ nhiệm vào chức vụ Phó Ủy viên nhân dân Quốc phòng (tương đương Thứ trưởng).
Orlov bị bắt vào ngày 10 tháng 7 năm 1937 và bị kết án tử hình vào ngày 28 tháng 7 năm 1938 và bị xử tử. Ông được phục hồi danh dự vào năm 1956.